# Czerniec (Lubin)
Czerniec (deutsch Schwarzau) ist ein Ort in der Woiwodschaft Niederschlesien, er gehörte und gehört zum Powiat Lubiński und zur Landgemeinde Lubin (Lüben).

## Geschichte
Schwarzau wurde in früheren Urkunden als nigra villa und 1360 als Suarca bezeichnet. Die Kirche war seit 1251 mit einem Leutpriester besetzt und wurde 1530 evangelisch. Nach dem Dreißigjährigen Krieg versah der Pastor von Dietersbach den Gottesdienst. Die alte Kirche und das Pfarrgebäude brannte 1794 durch einen Blitzeinschlag nieder. 1845 zählte der Ort im Besitz des Rittergutsbesitzers von Rickisch-Rosenegk, 69 Häuser, ein Schloss, 452 Einwohner (davon zwei katholisch und der Rest evangelisch), eine evangelische Pfarrkirche, eine evangelische Schule mit einem Lehrer, katholische Kirche zu Lüben, eine Wassermühle mit zwei Einwohnern, ein Spritzenhaus und zwei Wirtshäuser.
Schwarzau gehörte bis 1945 zum Landkreis Lüben im Regierungsbezirk Liegnitz der preußischen Provinz Schlesien des Deutschen Reichs. Nach Ende des Zweiten Weltkriegs wurde Schwarzau mit fast ganz Schlesien von der sowjetischen Besatzungsmacht unter polnische Verwaltung gestellt und in Czerniec umbenannt. Soweit die deutschen Dorfbewohner nicht vor Kriegsende geflohen waren, wurden sie in der Folgezeit von der örtlichen polnischen Verwaltungsbehörde vertrieben.

## Sehenswürdigkeiten
- Die Katholische Filialkirche St. Maria Hilf Kościół filialny pw. Matki Bożej Wspomożenia Wiernych wurde 1794 als barock-klassizistische evangelische Saalkirche gebaut und wird seit 1994 renoviert. Hauptaltar und Taufbecken stammen aus der Zeit um 1830.[2]
- Der hölzerne Glockenturm steht abgetrennt von der Kirche; auf einem viereckigen Ziegelfundament ruht eine gleichfalls viereckige Holzkonstruktion, gekrönt von einem achteckigen Aufsatz und einem schiefergedeckten Holzhelm.[3]